# Anchon dirce
Anchon dirce är en insektsart som beskrevs av Buckton 1903. Anchon dirce ingår i släktet Anchon och familjen hornstritar. Inga underarter finns listade i Catalogue of Life.